# لیبا
لیبا (به چکی: Libá) یک منطقهٔ مسکونی در جمهوری چک است که در ناحیه خب واقع شده‌است. لیبا ۷۲۵ نفر جمعیت دارد و ۵۰۸ متر بالاتر از سطح دریا واقع شده‌است.

## خواهرخوانده
شهر هوهنبرگ ان در اگر خواهرخواندهٔ لیبا هست.